# ISO 3166-2:GE
ISO 3166-2:GE — стандарт Международной организации по стандартизации, который определяет геокоды. Является подмножеством стандарта ISO 3166-2, относящимся к Грузии. Стандарт охватывает 1 город, 9 краёв и 2 автономные республики Грузии. Каждый геокод состоит из двух частей: кода Alpha2 по стандарту ISO 3166-1 для Грузии — GE и дополнительного кода, записанных через дефис. Дополнительный двухбуквенный код образован созвучно: названию, аббревиатуре названия города, краёв, автономных республик. Геокоды города, краёв и автономных республик Грузии являются подмножеством кодов домена верхнего уровня — GE, присвоенного Грузии в соответствии со стандартами ISO 3166-1.

## Геокоды Грузии
Геокоды 1 города, 2 автономных республик, 9 краёв административно-территориального деления Грузии.
| Геокод | Административная единица        | Статус                |
| ------ | ------------------------------- | --------------------- |
| GE-AB  | Абхазская Автономная Республика | автономная республика |
| GE-AJ  | Аджария                         | автономная республика |
| GE-GU  | Гурия                           | край                  |
| GE-IM  | Имеретия                        | край                  |
| GE-KA  | Кахетия                         | край                  |
| GE-KK  | Квемо-Картли                    | край                  |
| GE-MM  | Мцхета-Мтианети                 | край                  |
| GE-RL  | Рача-Лечхуми и Квемо-Сванети    | край                  |
| GE-SZ  | Самегрело и Земо-Сванети        | край                  |
| GE-SJ  | Самцхе-Джавахетия               | край                  |
| GE-TB  | Тбилиси                         | город                 |
| GE-SK  | Шида-Картли                     | край                  |

## Геокоды пограничных Грузии государств
- Россия — ISO 3166-2:RU (на севере),
- Азербайджан — ISO 3166-2:AZ (на юго-востоке),
- Турция — ISO 3166-2:TR (на юге),
- Армения — ISO 3166-2:AM (на юге).